# Indabibi
Indabibi († Juli 649 v. Chr.) war ein elamitischer König, der kurz von 649 bis Juli 649 v. Chr. regierte.
Indabibi war ein General, der im Jahr 649 (oder 650) v. Chr., während einer Schlacht den regierenden König Tammaritu entthronte und nach Niniveh sandte. Darauf entließ Indabibi einige assyrische Gefangene, die in vorherigen Kriegen gemacht worden waren und bot Aššur-bani-apli einen Vertrag an. Indabibi hatte jedoch nicht alle Gefangene entlassen, was wiederum Aššur-bani-apli forderte und einen Gesandten an Indabibi sandte, der jedoch nie ankam. Der assyrische Herrscher zog darauf mit einem Heer nach Elam, worauf Humban-Haltaš III. den Thron bestieg.
| Vorgänger | Amt                        | Nachfolger         |
| --------- | -------------------------- | ------------------ |
| Tammaritu | König von Elam Spätes Elam | Humban-Haltaš III. |